# Jitanjáfora
Se denomina jitanjáfora a un enunciado lingüístico constituido por palabras o expresiones que en su mayor parte son inventadas y carecen de significado en sí mismas. En una obra literaria, su función poética radica en sus valores fónicos, que pueden cobrar sentido en relación con el texto en su conjunto.
El término proviene del escritor Alfonso Reyes quien lo tomó de la poesía de Mariano Brull (Cuba 1891-1956), donde este juega con sonidos, inventando palabras sin sentido aparente.
La palabra «jitanjáfora» aparece en unos versos, como se aprecia a continuación:

Filiflama alabe cundre
ala olalúnea alífera
alveolea jitanjáfora

liris salumba salífera.
Mariano Brull, Leyenda

## Historia de la jitanjáfora
Se han encontrado testimonios de realización de este modo de expresión poética en la poesía popular y en escritores influidos por esta, como el español Lope de Vega (1562-1635)
o la novohispana Sor Juana Inés de la Cruz (1651-1695). [cita requerida]

## Jitanjáfora en la vanguardia
La jitanjáfora fue cultivada por algunos artistas de vanguardia, especialmente por los dadaístas. El escritor guatemalteco Miguel Ángel Asturias (1899-1974) destacó en el uso de la misma, especialmente en su obra El señor Presidente, así como el escritor español Gonzalo Torrente Ballester (1910-1999) en La saga/fuga de J. B. y la escritora argentina Alejandra Pizarnik (1936-1972) en la extravagante La bucanera de Pernambuco o Hilda la polígrafa. Asimismo Julio Cortázar usó este recurso sintáctico en su novela Rayuela creando su idioma alterno, que denomina como Glíglico.

## Jitanjáforas infantiles en juegos de sorteo
A mediados del siglo XX, en Argentina los niños recitaban una jitanjáfora de sorteo, de transmisión infantil oral (nunca fue escrita en ningún libro o revista, y se transmitía de niño a niño, sin intervención de los adultos):
Apetén sembréi
tucumán lenyí
mamamí surtí
buri vú carchéi.
En varias provincias de Argentina se conocen otras versiones:
| primer verso      | segundo verso   | tercer verso    | cuarto verso       |
| ----------------- | --------------- | --------------- | ------------------ |
| apetén sembréi    | tucumán lenyí   | amamey surquí   | tururú carchí      |
| apetén sembréi    | tucumán lenyí   | mamamí surtí    | buri vú carchéi    |
| apetén sendén     | tucumán lenyí   | a mamá lecí     | guri guri garchí   |
| apetem sem bem    | tucumán lenyí   | a mamá surtí    | buri buri garchí   |
| apetén sen den    | tucumán lenyí   | a mamá surtí    | guri guri garchí   |
| apetén sembrén    | tucumán lenyí   | amammer surquí  | tururú gachí       |
| apetén sembré     | tucumán lenyí   | mamemí surquí   | tururú cacheu      |
| a petén sen ben   | cutibán len li  | mamamí sur ti   | buribú car che     |
| ape ten sen blen  | tucumán len bri | ama mer tur qui | gary gary gary chi |
| a petei cham blei | tucumán lenchí  | mama di surquí  | gulibú charquéi    |
| apetén sen den    | tucumán nenchí  | a mamá surtí    | buri buri carchí   |
| a petén sen ben   | tucumán lenchí  | a mama surtí    | gury gury carchí   |
| a petén chen ben  | cutival lendí   | a mamá surtí    | curi buri carchí   |
| ape tem sem brem  | tucu man len yi | mame mi sur quí | turu rú ca chí     |
| apentén sen den   | tucumán lenchí  | a mamá surtí    | buri buri carchí   |
| a petén sembrei   | tucumán lenyí   | mama mi surtí   | buribú car chei    |
| a petén sen ven   | tucumán lenyí   | de mamá surchí  | buri bú carchí     |

## Jitanjáforas contemporáneas
Podemos encontrar algunos ejemplos de jitanjáforas también en la poesía contemporánea, como estos versos anónimos, en los cuales el autor o autora juega abundantemente con la aliteración, intentando transmitir sensaciones por medio de la sonoridad de las palabras:
Crososto pinfro
Imenoclacto plecto plex
Astrasfo, pásporo indro
Musocrocto puclásforo estro
Susuclotno cricáscono etpro

Frocotú, rususú, plu plu, metaplú.

Zutrotpor ascror,
trotocopulfo pritel.